# Манилиан Гай Лициний Полион
Манилиан Гай Лициний Полион (на латински: Manilianus Gaius Licinius Pollio) е римски политик от началото на 2 век. Произлиза от фамилията Лицинии.
Между 119 – 122 г. той е проконсул на римската провинция Долна Германия след Авъл Платорий Непот, който става управител на Британия (122 – 125).